# Allotinus multistrigatus
Allotinus multistrigatus är en fjärilsart som beskrevs av De Nicéville 1886. Allotinus multistrigatus ingår i släktet Allotinus och familjen juvelvingar. Inga underarter finns listade i Catalogue of Life.